# الشواشنة
قرية الشواشية هي إحدى القرى التابعة لمركز يوسف الصديق في محافظة الفيوم في جمهورية مصر العربية. حسب إحصاءات سنة 2006، بلغ إجمالي السكان في الشواشية 28146 نسمة، منهم 14410 رجل و13736 امرأة.